# Szabadtéri néprajzi múzeum

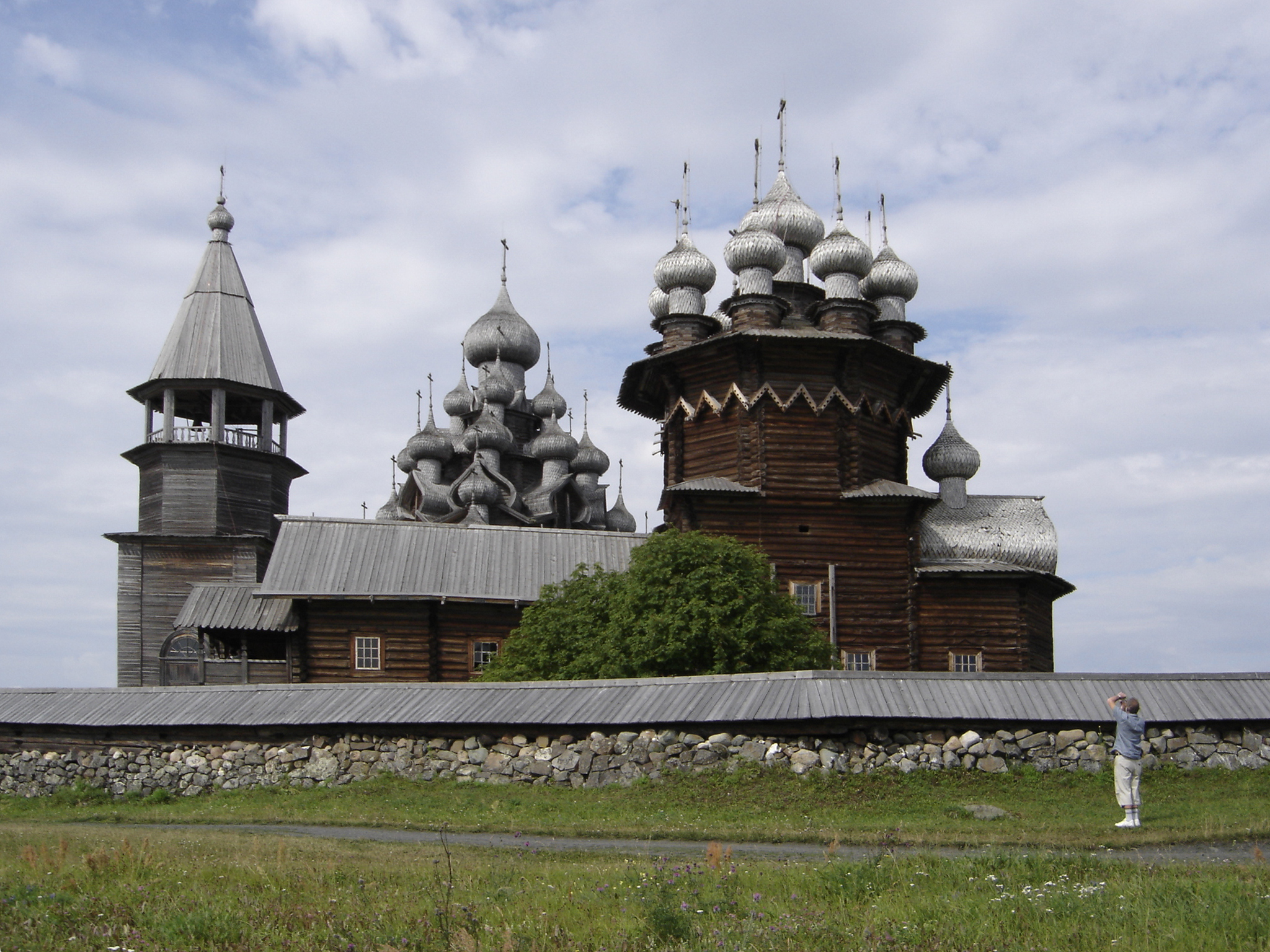
Kizsi: az Úr jelenéseinek temploma 1714. (Fotó: Gérard Janot)

A szabadtéri néprajzi múzeum, elterjedt nevén skanzen olyan múzeum, amely történelmi településrészeket a lehető legtöbb tekintetben valamely történelmi korszakbeli formájukban korhűen, hitelesen mutat be.

## Története
A világ első szabadtéri néprajzi múzeumát, a stockholmi Skansent (ejtsd: szkanszen) a Djurgården (ejtsd kb.: jűrgórden) nevű stockholmi szigeten nyitották meg 1891-ben.
A 20. század közepén a világ legtöbb országában ennek a múzeumnak a mintájára sorra nyíltak szabadtéri néprajzi és nem csak néprajzi múzeumok. Ezeket a szabadtéri múzeumokat napjainkban a svéd intézmény nevének átvételével skanzeneknek is nevezik. Mivel hozzánk a fogalom német közvetítéssel érkezett, kiejtése is németesre, skanzenre módosult az eredeti szkanszen helyett.

## Európában
Jelentősebb szabadtéri néprajzi múzeumok:
- Helsinki Szabadtéri Néprajzi Múzeum (Finnország)
- Kizsi Szabadtéri Építészeti és Néprajzi Múzeum (Oroszország). Kizsi az Onyega-tó egy szigete, ahol egyedülálló szabadtéri néprajzi múzeum mutat be orosz fatemplomokat. A múzeum 1990 óta a UNESCO világörökség listáján található.
- Oslói Skanzen (Norvégia)
- Rigai Szabadtéri Múzeum (1924, Lettország)
- Stockholmi Skansen (1891, Svédország)
- Tallinni Szabadtéri Néprajzi Múzeum (Rocca al Mare) (1961, Észtország)

## Magyarországon
Magyarországi szabadtéri néprajzi múzeumok:

### Pest megye
- Szentendrei Szabadtéri Néprajzi Múzeum

### Dunántúl
- Szennai Szabadtéri Néprajzi Gyűjtemény
- Göcseji Falumúzeum – Zalaegerszeg
- Őrségi Népi Műemlékegyüttes – Szalafő-(Pityerszer)
- Vasi Múzeumfalu – Szombathely
- Palotavárosi Skanzen – Székesfehérvár
- Szabadtéri Néprajzi Múzeum – Nagyvázsony
- Szabadtéri Néprajzi Múzeum – Tihany

### Északkelet
- Hollókői Falumúzeum – Hollókő
- Bodrogközi Múzeumporta – Cigánd

### Alföld
- Sóstói Múzeumfalu – Nyíregyháza
- Szabadtéri Néprajzi Múzeum – Ópusztaszer

- Skanzen Archiválva 2020. március 23-i dátummal a Wayback Machine-ben – Jánoshalma